# Roc dels Quatre Alcaldes
El Roc dels Quatre Alcaldes és una muntanya de 1.893,2 metres d'altitud que és el punt de trobada de quatre termes municipals: Cabó i les Valls d'Aguilar (antic terme de Taús), de l'Alt Urgell, Conca de Dalt (antic terme d'Hortoneda de la Conca), del Pallars Jussà, i Baix Pallars (antic terme de Baén, del Pallars Sobirà). És, per tant, també el punt de trobada de les tres comarques esmentades.
Està situat a l'extrem nord-oriental del terme de Conca de Dalt, al nord-occidental del de Baix Pallars, al sud-occidental del de les Valls d'Aguilar, i al sud-oriental de Baix Pallars. És al nord-est de la Serra de Boumort. Al seu sud-est hi ha el Tossal Negre.